# Karaïtisch jodendom

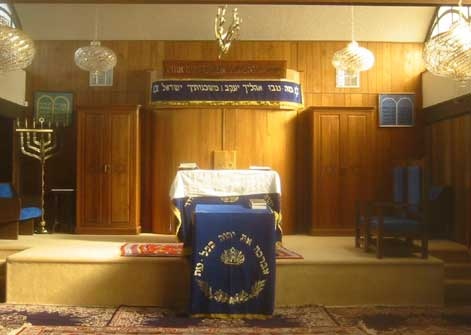
De karaïtische synagoge Bnei Yisrael in Daly City, Californië, de enige van zijn soort in de Verenigde Staten

Het karaïtisch jodendom (Hebreeuws: יהדות קראית) is een kleine stroming in het Jodendom  die alleen de (geschreven) Tenach accepteert en daarmee niet de mondelinge leer uit de Talmoed en zich daarmee heeft afgesplitst van het Rabbijns jodendom. Het woord kara komt uit het Hebreeuws en betekent lezen.

## Geschriften en gebruiken
Het karaïtisch jodendom heeft een aantal boeken die de halacha (joodse wet) nader interpreteren en die verschillen van de rabbijnse literatuur. Geen van deze boeken is bindend, want het karaïtisch jodendom stelt dat het de persoonlijke verantwoordelijkheid van iedere jood is om de Tenach zelf te bestuderen en interpreteren. De verscheidenheid van invulmethoden van karaïsme is daarmee in principe even groot als deze kleine richting mensen rijk is.
Een paar principes zijn echter gemeenschappelijk voor alle karaïeten:
- Het karaïsme gelooft dat JHWH de enige ware God is en verwerpt alle andere goden (waaronder Jezus) als valse goden.
- Het gelooft in de goddelijke oorsprong en de autoriteit van de Tenach en verwerpt alle andere zogenaamde heilige boeken (bijvoorbeeld de Talmoed, apocriefen, Koran, en het zogenaamde Nieuwe Testament) als creaties van mensen alleen.
- Het gelooft dat er uiteindelijk een davidische messias zal komen zoals in de Tenach wordt beschreven. Dit zal een menselijke koning zijn en geen goddelijke entiteit (zoals Jezus bij veel christenen).

Bijzonder onder deze joden is onder andere de ver doorgebukte gebedswijze, die enigszins op die van de islam lijkt. De karaïeten gebruiken geen gebedsriem of mezoeza. In plaats van de mezoeza plaatsen ze soms een afbeelding van de tien geboden aan de deur. Karaïeten in Israël echter, hebben vaak toch een mezoeza aan de deur voor niet-karaïtische joodse gasten. De karaïtische tsietsiet verschilt van de tsietsiet in het rabbijns jodendom.

## Geschiedenis
Het ontstaan van de karaïeten is onduidelijk. Een theorie is dat de joodse groep in de 8e eeuw gesticht is door Anan Ben-David. Het ontstaan van het karaïsme zou dan een joodse reactie op het ontstaan van de islam kunnen zijn geweest. Anderen denken dat de oorsprong nog eerder ligt, uit de tijd van de Talmoed. Sommige Mesopotamische gemeenschappen zouden die niet hebben geaccepteerd. Ook bij deze theorieën wordt de vormende functie van Ben-David erkend.
Veel meer is bekend over 'de gouden eeuw van het karaïtisch jodendom' (jaren 1000-1100), toen ongeveer 10% van alle joden karaïtisch was. Gedurende deze jaren zijn enkele belangrijke karaïtische geschriften opgesteld en ontstond er polemiek tegen de richting vanuit het rabbijnse jodendom.
De Russische verzamelaar van Hebreeuwse boeken, Abraham Firkovich (1787-1874), had als, inmiddels ontzenuwde, theorie dat de karaïeten voortkomen uit de Chazaren, etnische Turken die zich massaal tot het jodendom bekeerd zouden hebben. Het lukte hem met deze theorie voor elkaar te krijgen dat de karaïeten in Rusland minder gediscrimineerd werden dan "gewone" joden. Deze hoax is ook later door karaïeten en conventionele rabbijnen in stand gehouden, waardoor karaïeten minder werden vervolgd, omdat ze niet af zouden stammen van de zogenaamde moordenaars van Jezus. Vanuit de karaïtische gemeenschap wordt erop gewezen dat er vanaf de 19e eeuw sprake was van twee karaïtische stromingen: naast de hiervoor beschrevene ook de Karaïm in Litouwen. Deze groep accepteerde in tegenstelling tot de "gewone" karaïeten Jezus en Mohammed als profeten. Er zou, zo beweerde men, geen sprake zijn van Joodse herkomst en tijdens de Holocaust is de groep bijna niet vervolgd. De karaïeten zelf hielden geen domicilie in door nazi's bezet Europa en leefden destijds voornamelijk in Turkije, Egypte en Irak.

## Huidige situatie
Leden van de richting wonen voornamelijk in Israël, in 2005 ongeveer 25.000 personen. De seculiere staat Israël erkent alle karaïeten als Joods voor burgerlijke doeleinden; het (orthodoxe) staatsrabbinaat erkent de karaïeten echter niet als joods, aangezien het orthodoxe jodendom het karaïtisch jodendom niet als een legitieme joodse stroming beschouwt. Naar schatting 5000 anderen wonen in Egypte (Caïro), Turkije (Istanboel), de Krim (Oekraïne) en Californië (Daly City bij San Francisco).
De ooit omvangrijke beweging vermindert snel in aanhang vanwege de secularisatie onder de jongeren; wanneer deze eenmaal seculier zijn, valt de behoefte tot verbinding met de religieuze richting weg.